# Teoria feminista
|  | No s'ha de confondre amb Estudis de gènere. |

La teoria feminista és el corpus teòric produït pel moviment feminista en les ciències socials, que ha donat lloc al que es coneix com a "estudis de gènere" o "estudis de les dones".
Es planteja qüestions com si ser dona implica o no actuar com una dona, si tota dona entén el món sempre com a dona pel fet biològic de ser-ho, i què és el que determina el punt de vista femení: algun aspecte biològic (anatomia, genètica…), la cultura, alguna posició estratègica o teòrica, etc. Dins de la teoria feminista, hi ha dos grans corrents principals segons la tradició intel·lectual a la qual s'adscriuen; l'escola angloamericana i la francesa.
Ha estat calificada de teoria útil, activitat teoricopràctica i discurs teòric. Michel Foucault la posa com a exemple de teoria que no s'imposa per la seva noblesa sinó que es crea un discurs teòric feminista per a crear canvis i efectes tant retòrics com pràctics.

## Teoria i pràctica del feminisme
El propòsit del feminisme és eliminar el sofriment generat per la desigualtat, la dominació i la violència que es puguin produir en les relacions entre homes i dones, la manera com la dona es relaciona amb la feminitat i la manera com l'home es relaciona amb la masculinitat. La teoria i la pràctica feministes són els dos tipus d'accions que conformen el moviment feminista, i ambdues són diferents i complementàries.
La teoria feminista o feminisme acadèmic, en contraposició al social, s'ocupa de desmuntar certeses que la comunitat científica té assumides, però en què només considera el punt de vista masculí, com per exemple "les dones són histèriques" (alguns homes i algunes dones són més irritables que d'altres, o menys dòcils, etc.) o "els homes són els responsables dels ingressos familiars" (hi ha homes i dones que volen tenir independència econòmica i escollir el propi model familiar). Una de les certeses científiques masculines a la que s'enfronta és, precisament, la creença que la teoria feminista és una teoria menor.
La pràctica detecta les desigualtats pràctiques en la societat i lluita per millorar-les, per exemple detecta que els productes d'higiene femenina tenen els impostos dels articles de luxe i reclama que tinguin els dels productes d'higiene en general. O demostra que els salaris de les dones són inferiors als dels homes i du a terme accions perquè en siguin iguals.

## Objectiu de la teoria feminista
La finalitat de la teoria feminista és transformar la realitat, ja que per a fer-ho el feminisme no considera suficient plantejar reivindicacions i accions pràctiques sinó que cal analitzar teòricament com les societats originen i reprodueixen els problemes en les relacions entre sexes. Per exemple, una de les primeres teories feministes és la teoria del patriarcat. Algunes poques dones van rebutjar el paper domèstic que tenien assignat i van poder accedir a l'educació. Una minoria d'elles va poder conéixer les teories científiques que afirmaven que la dona és un ésser inferior, analitzar per què la societat creia això, elaborar-hi teories alternatives i difondre-les en les xarxes i publicacions acadèmiques.

## Història
La primera onada de teoria feminista es va centrar en el fet que la dona fos conscient de la seva situació d'opressió per a reivindicar l'emancipació i la igualtat de drets legals amb l'home, com per exemple el dret a votar. Són teories feministes anomenades de la modernitat perquè comparteixen més o menys les filosofies de la modernitat: Raó universal, subjecte autònom, subjecte unitari, pensament dicotòmic.
Als anys 1970, es distingeix el gènere d'una persona com la construcció dels diferents rols que la societat associa al sexe, definit per la biologia, i es consideren els efectes socials i psíquics del fet que les femelles siguin femenines i els mascles masculins. Tendeixen a substituir sistemàticament al paraula "sexe" per "gènere", assumint implícitament que dona equival a feminitat i home a masculinitat. Inclouen la teoria feminista liberal, la teoria feminista marxista i socialista i la teoria feminista radical.
Al cap d'un temps, a partir dels anys 90 del segle xx, es va observar que aquell feminisme estava portant a una masculinització de la dona i, com a conseqüència, la segona i posteriors onades de teories feministes van posar èmfasi en la consciència i reivindicació de la diferència, i en el fet que les persones tenen dret a ser diferents i alhora a gaudir dels mateixos drets legals. El feminisme postmodern criticava també que no es tingués en compte les diferents orientacions sexuals ni les diferències socials en diferents ètnies i cultures o per classe social o edat. La teoria Queer i altres teories delaten que la classificació en únicament dos gèneres és un punt de vista parcial heterosexual. Una de les aportacions més conegudes a aquest debat va ser el text de Gender Trouble (1990) de Judith Butler, en què es defineix el gènere com a acte performatiu. Es desconstrueix la noció d'individu de les filosofies de la modernitat. Es comença a estudiar la masculinitat. Són els feminismes de la diferència, que tenen també en compte altres variables com la raça, tal com fa el feminisme postcolonial.